# 狩猟鳥
狩猟鳥（しゅりょうちょう）とは、鳥獣の保護及び管理並びに狩猟の適正化に関する法律において定められる、狩猟の対象とする野鳥のこと。同法や同法施行規則（省令）では、対象種の他、捕獲方法、猟区、狩猟期間、狩猟数などが定められている。

## 狩猟鳥リスト
カモ目
- マガモ
- カルガモ
- コガモ
- ヨシガモ
- ヒドリガモ
- オナガガモ
- ハシビロガモ
- ホシハジロ
- キンクロハジロ
- スズガモ
- クロガモ

キジ目
- エゾライチョウ
- ヤマドリ（「コシジロヤマドリ」は対象外）[1]
- キジ（「コウライキジ」を含む）[2]
- コジュケイ

チドリ目
- ヤマシギ（「アマミヤマシギ」は対象外）
- タシギ

ハト目
- キジバト

スズメ目
- ヒヨドリ[3]
- ニュウナイスズメ
- スズメ
- ムクドリ
- ミヤマガラス
- ハシボソガラス
- ハシブトガラス

コウノトリ目
- カワウ[4]

## 狩猟鳥から除外された鳥
- ウズラ（キジ目）[5][6]。